# نیروهای مسلح جمهوری آذربایجان
نیروهای مسلح جمهوری آذربایجان (ترکی آذربایجانی: Azərbaycan Silahlı Qüvvələri) بر پایهٔ قانون این کشور در خصوص نیروهای مسلح در ۹ اکتبر سال ۱۹۹۱ مجدداً احیاء گردید. ارتش جمهوری آذربایجان برای اولین بار در ۲۶ ژوئن سال ۱۹۱۸م. از سوی جمهوری دمکراتیک آذربایجان تأسیس شد.
ولی پس از تأسیس جمهوری شوروی سوسیالیستی آذربایجان در ۲۸ آوریل سال ۱۹۲۰م. ارتش یاد شده منحل گردید. پس از فروپاشی شوروی، نیروهای مسلح جمهوری آذربایجان با بهره‌برداری از جنگ‌افزارها و مهمات بازمانده از شوروی، مجدداً احیا گردید.
نیروهای مسلح جمهوری آذربایجان سه زیرمجموعه را داراست:
1. نیروی زمینی جمهوری آذربایجان
2. نیروهای هوایی جمهوری آذربایجان
3. نیروی دریایی جمهوری آذربایجان

نیروهای وابسته به ارتش جمهوری آذربایجان شامل نیروهایی همچون گارد ملی، نیروهای داخله و نیروی مرزبانی جمهوری آذربایجانمی‌باشد، که هر یک از آن‌ها در موقعیت‌های مختلفی به دفاع از کشور بسیج می‌شوند. بنابه گزارش‌های منتشره توسط رسانه‌های جمهوری آذربایجان بودجهٔ نظامی این کشور در سال ۲۰۰۹، عبارت از ۲٫۴۶ میلیارد دلار بود.
بر اساس گزارش منتشر شده از طرف انستیتو بین‌المللی پژوهش‌های صلح استکهلم، در سال مذکور، فقط ۱٫۴۷۳ میلیارد دلار از این بودجه به مقاصد دفاعی هزینه شد. مؤسسه بین‌المللی مطالعات استراتژیک نیز بودجهٔ نظامی این کشور را در ۲۰۰۹، ۱٫۵ میلیارد دلار برآورد نمود. وزارت دفاع جمهوری آذربایجان نهاد نظارتی بر مسائل مرتبط با طراحی، ساخت، تنظیم و نگهداری از تجهیزات نظامی می‌باشد. آذربایجان در صدد شروع به تولید تانک‌ها، وسایل نقلیه زره‌پوش، هواپیماهای نظامی و بالگردهای نظامی است. مسئولیت هدایت وزارت دفاع جمهوری آذربایجان را ژنرال ذاکر حسنف بر عهده دارد.

## اطلاعات کلی

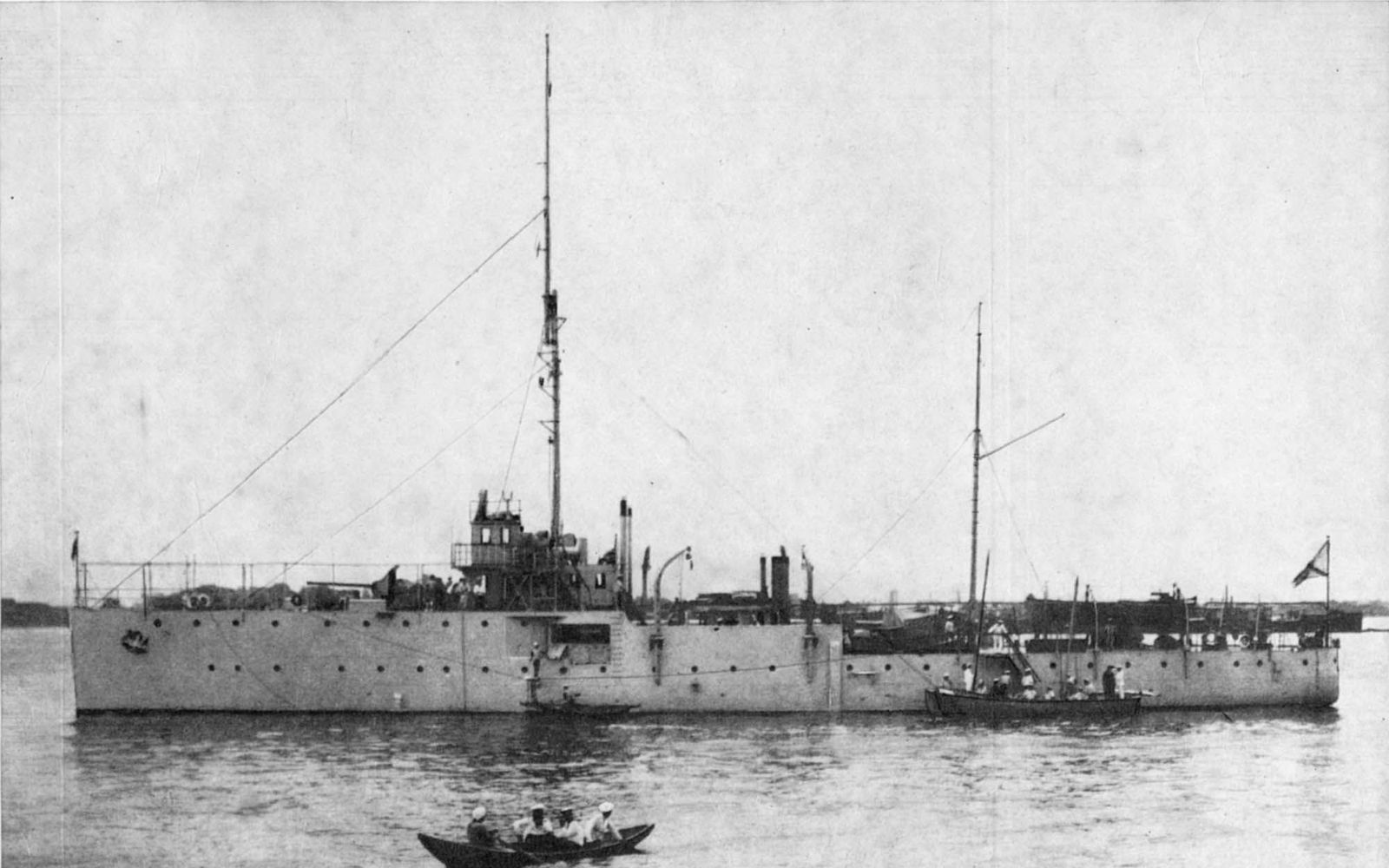
ناو جمهوری دمکراتیک آذربایجان موسوم به «اردهان کاکونر»

از زمان انحلال اتحاد جماهیر شوروی، جمهوری آذربایجان در تلاش است تا نیروهای مسلح خود را به ارتشی حرفه‌ای، آموزش دیده و پویا تبدیل کند. آذربایجان، سال‌هاست که برنامه‌های متعددی را در راستای نوسازی و توسعهٔ توانمندی ارتش انجام می‌دهد، این کشور همچنین بودجه نظامی خود را نیز که در سال ۲۰۰۵، ۳۰۰ میلیون دلار بود، در سال ۲۰۰۹ به ۲٫۴۶ میلیارد دلار افزایش داده‌است.
تعداد پرسنل نیروی زمینی ۵۶٫۸۴، نیروی هوایی و نیروی پدافند هوایی، ۷۹۰۰ و نیروی دریایی ۲۲۰۰ نفر است. افزون بر این، زیرمجموعه‌هایی چون گارد ملی، نیروی مرزبانی و نیروهای داخله جمهوری آذربایجان نیز همه روی هم رفته شامل ۱۹٫۵۰۰ تن می‌باشند. نیروهای مسلح آذربایجان واجد ۳۰۰۰۰۰ سرباز ذخیره است، که خدمات نظامی خود را در ۱۵ سال اخیر پشت سر گذاشته‌اند. نیروهای مسلح آذربایجان، دارای ۲۲۰ دستگاه تانک اصلی میدان نبرد، ۱۶۲ دستگاه تانک تانک تی-۸۰ است که در فاصله سال‌های ۲۰۰۵ تا ۲۰۱۰، خریداری شده‌اند. علاوه بر آن‌ها، ۵۹۵ وسیله نقلیه زرهی جنگی و ۲۷۰ سیستم توپخانه‌ای به جمع جنگ‌افزارهای جمهوری آذربایجان پیوسته‌اند. نیروی هوایی نیز دارای ۱۰۶ فروند هواپیما و ۳۵ فروند هلیکوپتر است.
جمهوری آذربایجان به‌عنوان یک کشور غیرهسته‌ای به زمرهٔ کشورهایی که پیمان عدم اشاعه سلاح‌های هسته‌ای (ان‌پی‌تی) را امضا کرده‌اند، پیوسته‌است. کشور آذربایجان در «طرح مشارکت برای صلح» ناتو شراکت دارد. این کشور از سال ۲۰۰۳ با اعزام ۱۲۰ نیروی خود به عراق و بعداً به کوزوو، به جمع «نیروهای چندملیتی» پیوست. کماکان عده‌ای از نیروهای مسلح این کشور در افغانستان حضور دارد.
در سال ۲۰۱۷ «Global Firepower» در رتبه‌بندی خود نیروهای مسلح جمهوری آذربایجان را از میان ۱۲۷ کشور جهان در طبقهٔ ۸۷ قرار داد.
امروزه، عنوان «قهرمان ملی آذربایجان» که به پاس خدمات برجسته‌ای در دفاع از تمامیت ارضی آذربایجان به نظامیان آذربایجانی اعطا می‌شود، بالاترین عنوان نظامی در این کشور تلقی می‌گردد.

## تاریخچه

### جمهوری دمکراتیک آذربایجان

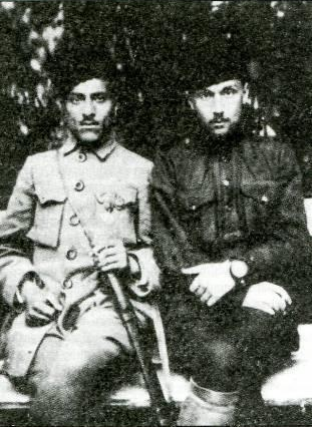
دو سرباز واحد نظامی ارتش جمهوری دمکراتیک آذربایجان واقع در شهرستان قوبا، (سال ۱۹۱۹م)

تاریخ تأسیس ارتش مدرن جمهوری آذربایجان به سال ۱۹۱۸ برمی‌گردد، زمانی که برای اولین بار در تاریخ ۲۶ ژوئن ۱۹۱۸ نیروهای مسلح آذربایجان از سوی جمهوری دمکراتیک آذربایجان دایر شد. وزیر دفاع آن دولت عملاً «خسروبیگ سلطانف» بود. پس از آن‌که وزارت به‌طور رسمی راه‌اندازی گردید، صمدبیگ مهماندارف به عنوان وزیر دفاع و «علی‌آقا سیخلینسکی» نیز به عنوان معاون وی منصوب شدند.

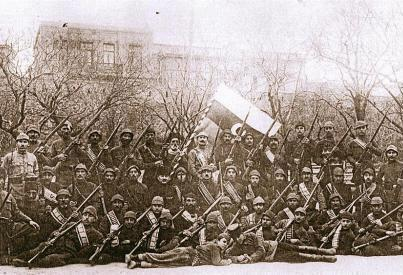
افسران ارتش جمهوری دموکراتیک آذربایجان در سال ۱۹۱۸م.

وزارت دفاع جمهوری دمکراتیک پس از تصرف آذربایجان توسط شوروی در ۲۸ آوریل سال ۱۹۲۰ مورد انحلال قرار گرفت. تعهدات این وزارتخانه به «کمیساریای مردمی نظامی» محول گردید. در نتیجهٔ این اشغال، ۱۵ تن از ۲۱ ژنرال آذربایجانی به دست بلشویک‌ها تیرباران شدند. در سال ۱۹۷۱، در نتیجهٔ کوشش و تلاش‌های فراوان مقامات وقت آذربایجان افتتاح اولین مدرسه عالی نظامی به‌نام «جمشید نخجوانسکی» در این سرزمین رقم خورد.

### دوران جنگ جهانی دوم (۱۹۴۱–۴۵)

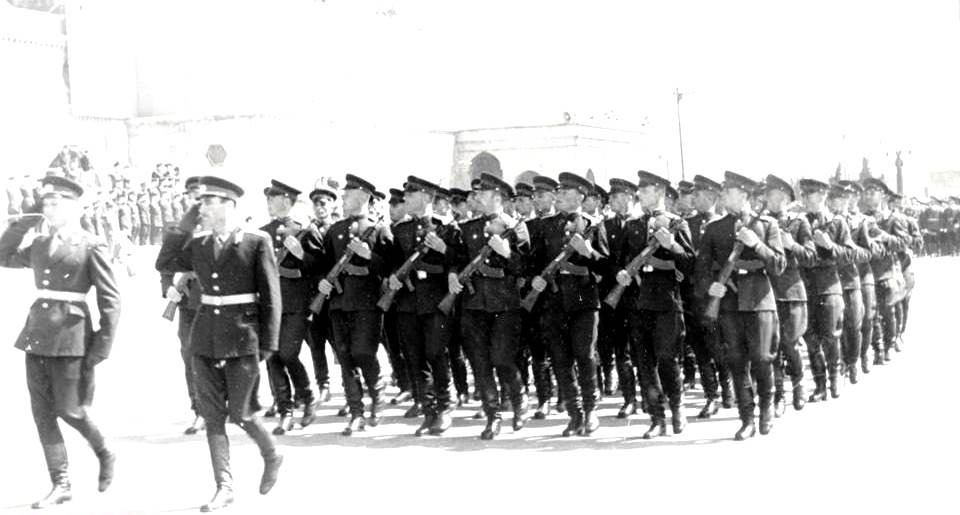
حضور دانشجویان «مدرسه عالی نظامی فرماندهان باکو» در رژه سال ۱۹۶۰ در باکو

در طول جنگ جهانی دوم، بیش از ۸۰۰٬۰۰۰ آذربایجانی بسیج و به جبههٔ مقدم اعزام شده بودند، که در حدود بیش از ۴۰۰٬۰۰۰ تن از آن‌ها کشته شدند. در اولین روزهای شروع جنگ، بیش از ۴۰۰۰ پسر و دختر آذربایجانی از «کمیساریای نظامی» درخواست اعزام داوطلبانه به جبهه کرده بودند. در طی جنگ، حتی برخی لشکرهای شوروی متشکل از آذربایجانی‌ها بود.
لشکرهای پیاده شمارهٔ ۴۱۶، ۴۰۲، ۳۹۶، ۲۲۳، ۷۷ ارتش سرخ، که متشکل از آذربایجانی‌ها بودند، در شهرهایی چون سیمفروپول و اودسا ایفای نقش کردند.
لشکر ۷۷ در نبردهایی برای آزادسازی لهستان و چکسلواکی و ۲۲۳ نیز در آزادسازی یوگسلاوی قهرمانی‌هایی از خود نشان دادند. به ۱۲۳ پیکارجوی آذربایجانی به خاطر رشادت خود در جنگ جهانی دوم نشان قهرمان اتحاد شوروی و به بیش از ۱۷۰٬۰۰۰ سرباز و افسر نیز نشان‌ها و مدال‌های گوناگونی اعطا گردیده‌است.
افزون بر این، در حین جنگ جهانی دوم، آذربایجان در سیاست شوروی برای استراتژی انرژی نقش مهمی ایفا می‌کرد. بخش عمده‌ای از نیازهای نفتی «جبههٔ شرقی» شوروی را باکو تأمین می‌نمود. در این راستا، به فرمان مجلس عالی اتحاد جماهیر سوسیالیستی شوروی مورخ سال ۱۹۴۱، نشان‌ها و مدال‌هایی به بیش از ۵۰۰ کارگر آذربایجانی شاغل در کارخانه‌های نفتی باکو اهدا گردید.

### دوران پسا کسب استقلال جمهوری آذربایجان (سال ۱۹۹۱ تابه‌حال)
بر اساس مصوبهٔ شورای عالی جمهوری آذربایجان به تاریخ ۹ اکتبر سال ۱۹۹۱، ارتش ملی این کشور تأسیس شد.
بر اساس فرمان رئیس‌جمهوری آذربایجان مورخ ۲۲ مه سال ۱۹۹۸، ۲۶ ژوئن روز تأسیس لشکر ویژه آذربایجان به عنوان روز ملی نیروهای مسلح آذربایجان تعیین شد. ۲۶ ژوئن هر سال روز تعطیل رسمی است.

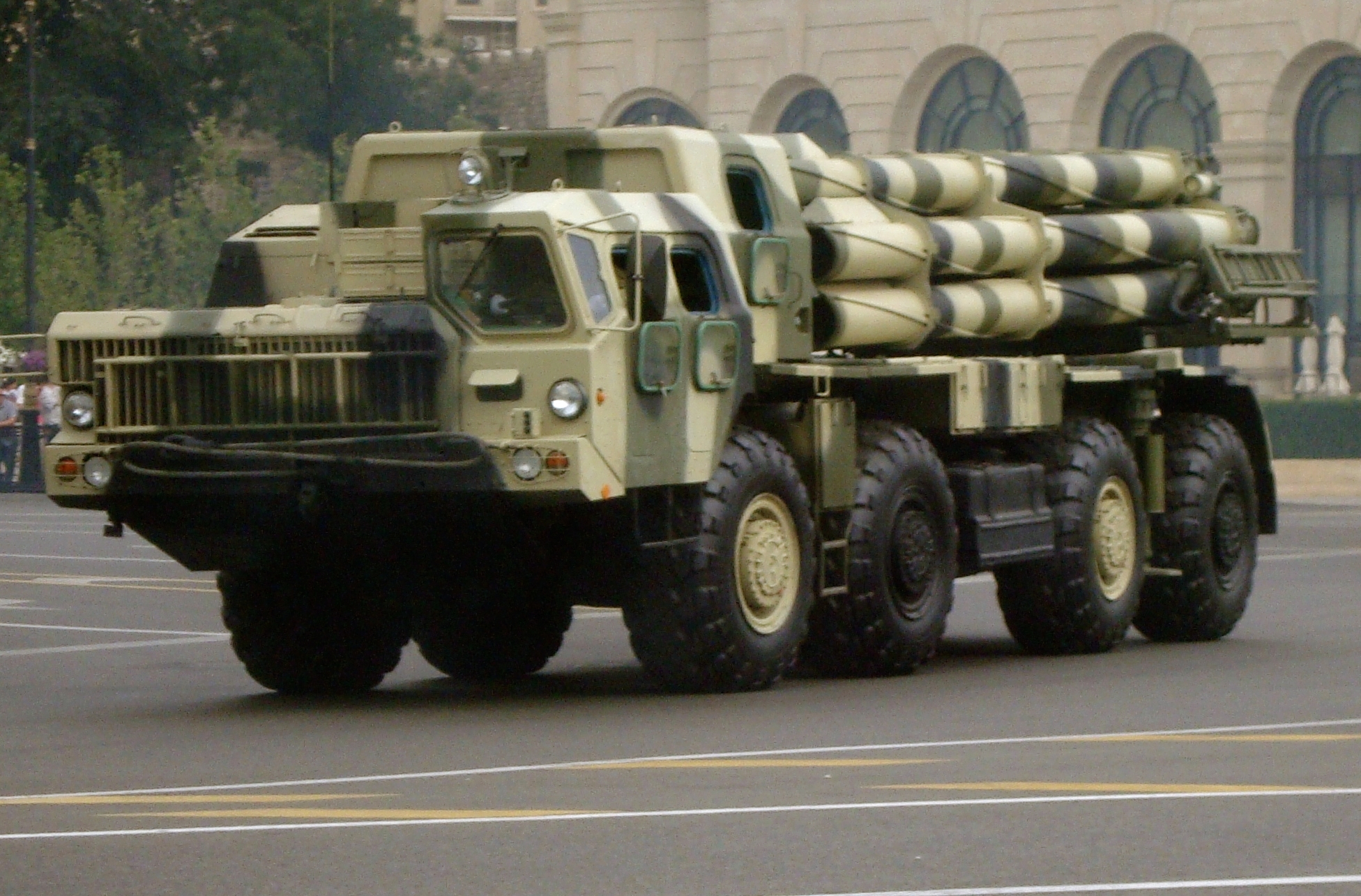
سامانه موشک‌انداز اسمرج 9A52 با برد ۷۰ تا ۹۰ کیلومتر یکی از سامانه‌های راکتی دخیل در زرادخانه نیروهای مسلح جمهوری آذربایجان است.

### دوران جنگ قره‌باغ

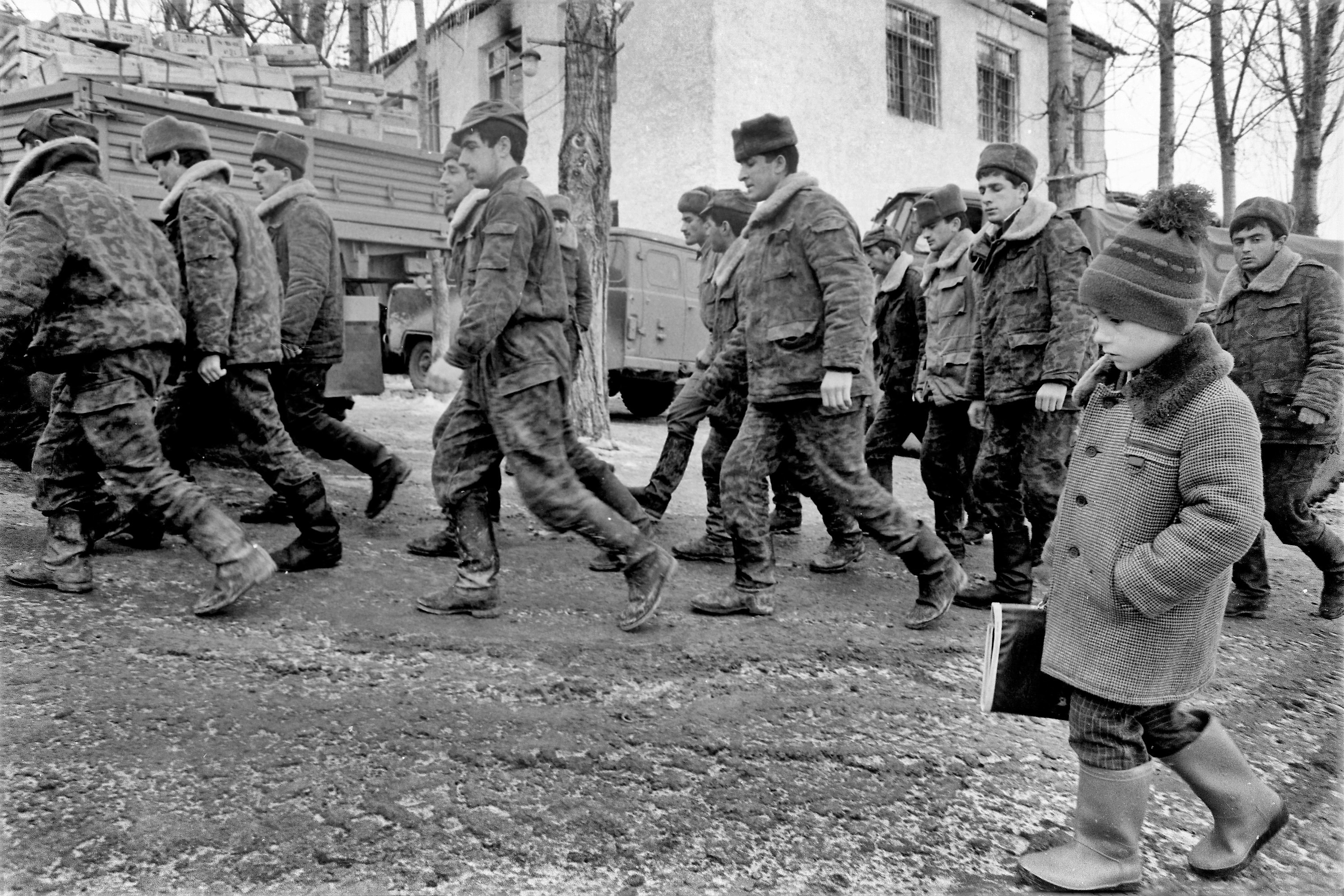
سربازان آذربایجانی حاضر در جنگ قره‌باغ (سال ۱۹۹۲م)

کمی بعد از فروپاشی شوروی و کسب استقلال جمهوری آذربایجان درگیری‌های جنگ قره‌باغ بین ارمنستان و این کشور به وقوع پیوست. دولت جمهوری آذربایجان در این بازهٔ زمانی اعلام بسیج مردمی نموده‌بود. آنگاه «ارتش ملی آذربایجان» شامل ۳۰ هزار مرد بود که نزدیک به ۱۰ هزار نفر از آن‌ها از تکاوران و چند هزار نیز از سربازان داوطلب جبهه خلق آذربایجان متشک بودند. «صورت حسینف» یک نظامی آذربایجانی، در اوایل شروع این جنگ، واحد نظامی شمارهٔ ۷۰۹ ارتش جمهوری آذربایجان را تأسیس و تعداد زیادی اسلحه و مهمات از زرادخانه لشکر پیاده‌نظام موتوریزهٔ ۲۳ اخذ کرده بود.
همزمان با این، یک نظامی دیگر «اسکندر حمیدف» نیز تیپی موسوم به «بزگورد» (گرگ خاکستری) ایجاد کرده‌بود.
از جملهٔ جنگ‌افزارهایی که، جمهوری آذربایجان در طی این جنگ مورد استفاده قرار داده‌است، می‌توان به ۳۸۸–۳۹۵ ابزار توپخانه‌ای، ۴۳۶–۴۵۸ قبضه تانک جنگی، ۵۵۸–۱۲۶۴ نفربر زره‌پوش، ۳۸۹–۴۸۰ خودرو زره‌پوش جنگی، ۵۳–۱۷- فروند هواپیمای جنگنده و ۴۵–۵۱ فروند بالگرد اشاره کرد. بنابه یک تحلیل تطبیقی، بین مردان ۱۷ تا ۳۲ ساله در ارمنستان تعداد افراد سازگار با شرایط خدمت سربازی ۵۵۰ هزار بود، در حالی که این شاخص در آذربایجان به ۱٫۳ میلیون نفر می‌رسید. افزون بر این، تعدادی از نظامیان هر دو طرف خدمت سربازی خود را در دوران شوروی در واحدهای نظامی پشت سر گذاشته، در جنگ شوروی در افغانستان حضور پیدا کرده و واجد پیشینهٔ نظامی بودند.
و لیکن به دلیل اینکه دولت شوروی تبعیض قومیتی نسبت به آذربایجانیان قائل بود، سربازان اهل آذربایجان دوره خدمت سربازی خود را بیشتر در یگانهای ساختمانی سپری می‌کردند، نه در لشکرهای جنگی. با اینکه تا وقوع جنگ قره‌باغ چند تا مدرسهٔ عالی نظامی در آذربایجان دایر گردیده بود، ولی ناآزمودگی سربازان آذربایجانی بر نتایج این جنگ اثراتی گذاشت. گلبدین حکمتیار، جنگ‌سالار افغانستانی در دوران جنگ قره‌باغ به ارتش جمهوری آذربایجان یاری می‌رسانید. تعداد تلفات جانی نیروهای مسلح جمهوری آذربایجان در این جنگ ۱۱٫۵۵۷ نظامی را شامل می‌شود.

### درگیری‌های آوریل سال ۲۰۱۶
جنگ موسوم به درگیری‌های آوریل که، از بامداد آوریل ۲ سال ۲۰۱۶ بین نیروهای مسلح جمهوری آذربایجان و نیروهای مسلح ارمنستان و نیروهای جمهوری خودخواندهٔ قره‌باغ به وقوع پیوست، شدیدترین جنگ پس از امضای آتش‌بس بین دو کشور در سال ۱۹۹۴ به حساب می‌آید.
در نتیجهٔ این درگیری‌ها، نیروهای مسلح جمهوری آذربایجان توانستند بلندی‌های واقع در مجاورت روستای تالیش و ده سی سولان شهرستان ترتر، ارتفاعات لهله‌تپه و روستای «جوجوق مرجانلی» شهرستان جبراییل، روستای «گلستان» شهرستان گورانبوی، دهکده «قازاق‌ها» ی ترتر و راه‌هایی در مجاورت روستای ماداغیس ترتر را باز پس بگیرند.

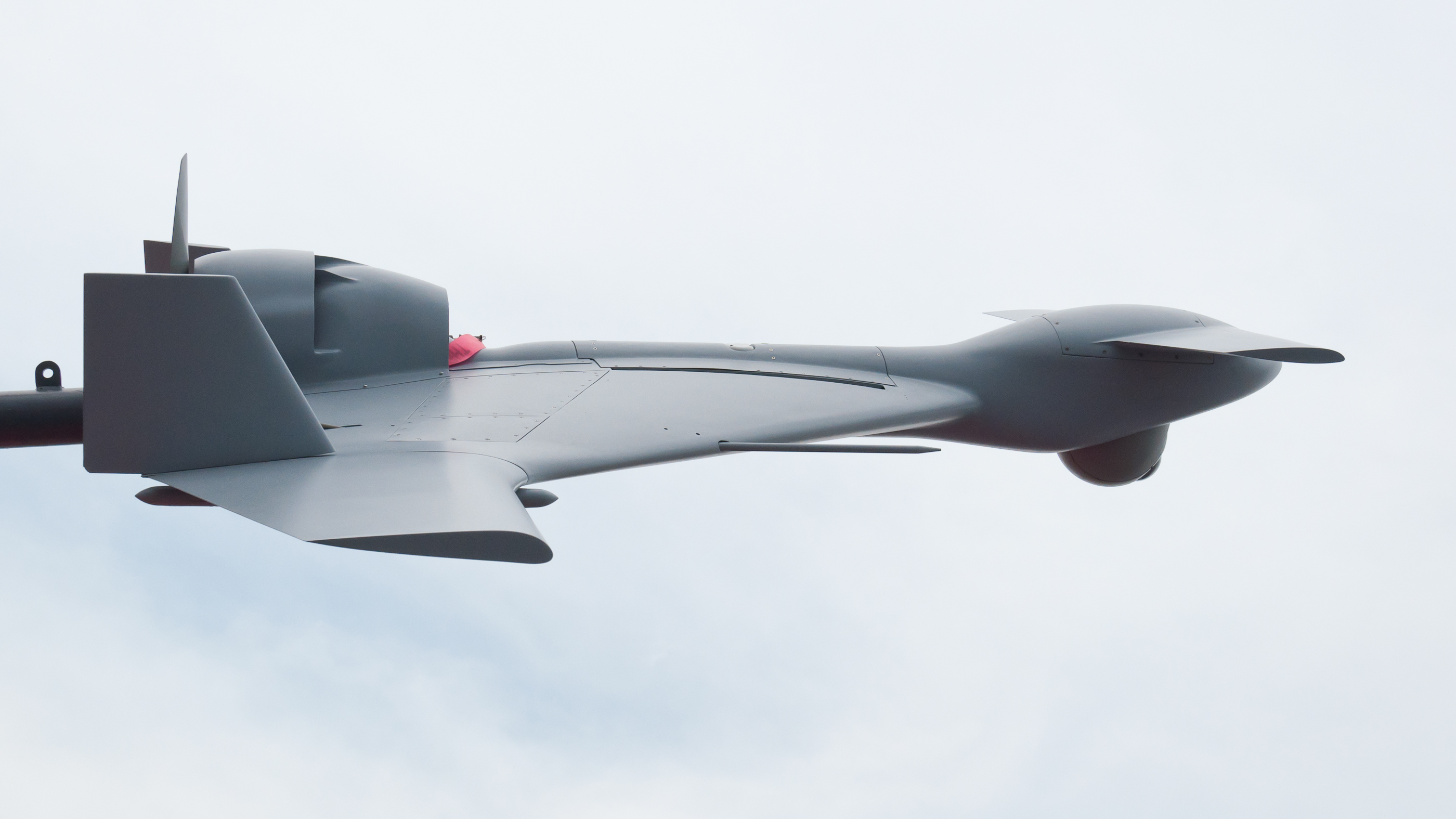
پهپاد انتحاری هاروپ تواید شرکت صنایع هوافضای اسرائیل که یکی از هواپیماهای بدون سرنشین موجود در زرادخانه نیروی هوایی جمهوری آذربایجان می‌باشد

## ساختار
نیروهای مسلح جمهوری آذربایجان شامل زیرمجموعه‌های ذیل می‌شود:

### نیروی زمینی جمهوری آذربایجان
بر اساس برآورد مؤسسه بین‌المللی مطالعات استراتژیک انگلستان، تعداد نیروی زمینی جمهوری آذربایجان ۸۵۰۰۰ نیروی عمل‌کننده می‌باشد.

### نیروی هوایی و پدافند جمهوری آذربایجان
نیروی هوایی جمهوری آذربایجان، در ۱۴ فوریه سال ۱۹۹۲ به عنوان یک بخش جداگانه نیروهای مسلح تأسیس شده‌است.
تعداد پرسنل این نیرو و نیروی پدافند هوایی، ۸۰۰۰ نفر نیروی عمل‌کننده است. این نیروها، دارای ۱۰۶ هواپیما و ۳۲ بالگرد هستند. پایگاه‌های هوایی اصلی آذربایجان، پایگاه هوایی ناسوسنایا ویژهٔ هواپیماهای جنگنده، پایگاه هوایی کیوردامیر ویژهٔ هواپیماهای بمب‌افکن، پایگاه هوایی گنجه، ویژهٔ هواپیماهای ترابری نظامی و پایگاه هوایی باکو کالا، پایگاه اصلی بالگردهای رزمی است. هواپیماهای مورد استفادهٔ نیروی هوایی شامل میگ-۲۱، سوخو-۲۴، سوخو-۲۴، میگ-۲۹، ایلیوشین ایل-۷۶ و آئرو ال-۳۹ آلباتروس هستند. تجهیزات پدافند هوایی آذربایجان شامل سامانه موشکی اس-۳۰۰، اس-۲۰۰ گامون، اس-۷۵ دوینا و اس-۱۲۵پیچورا است.

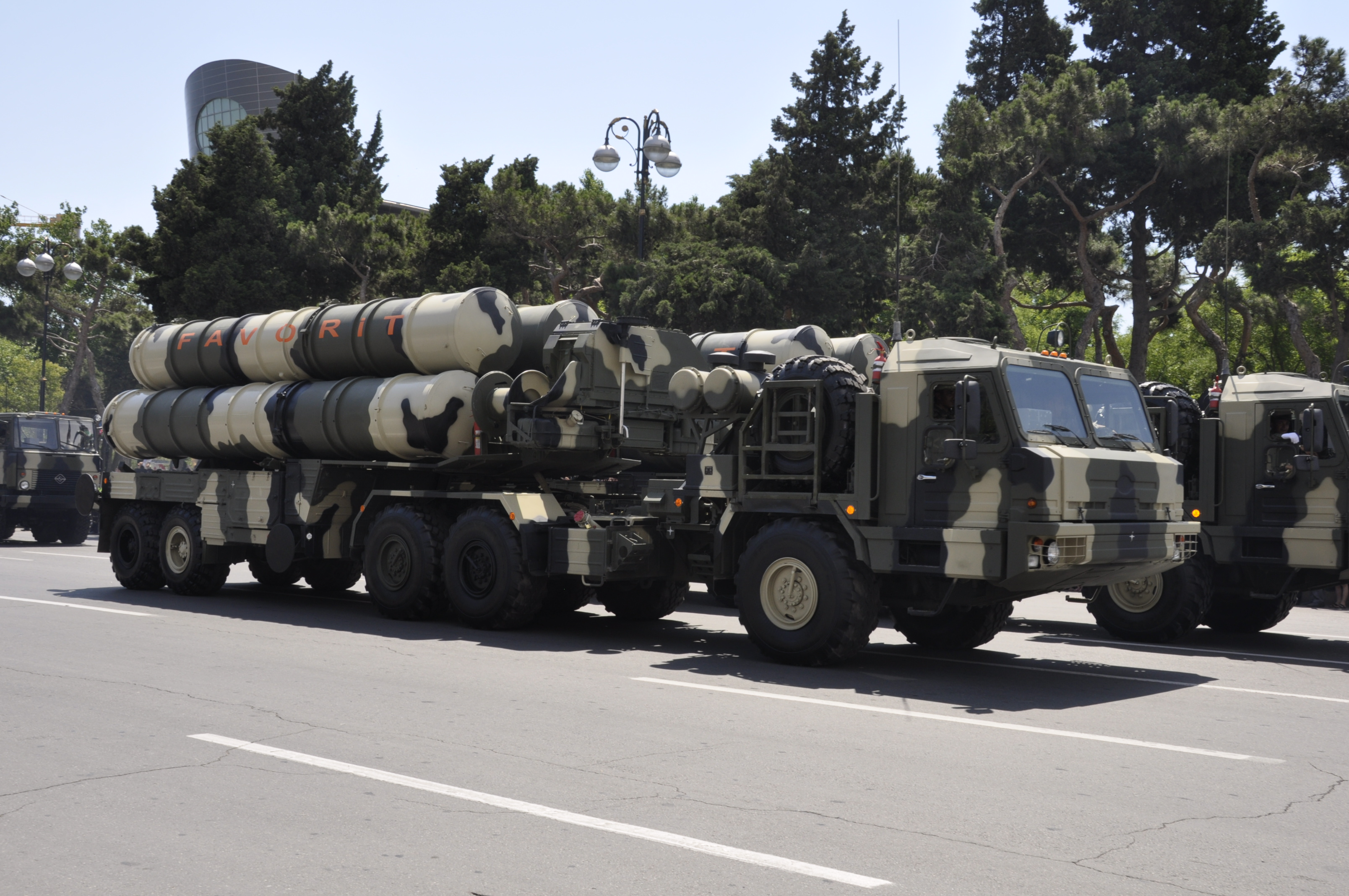
اس۳۰۰ در رژه‌ای در سال ۲۰۱۱، باکو

بالگردهای نظامی جمهوری آذربایجان، شامل ۱۴ یا ۱۵ فروند میل -۲۴، ۱۲ یا ۱۳ فروند میل-۸ و ۷ فروند میل-۲ هستند.

### نیروی دریایی جمهوری آذربایجان
نیروی دریایی جمهوری آذربایجان از مجموعه سه‌گانه نیروهای مسلح جمهوری آذربایجان به‌شمار می‌رود، که قدمت آن به ۵ اوت سال ۱۹۱۸، زمانی که دولت جمهوری دمکراتیک آذربایجان نیروی دریایی خود را بر اساس ناوگان سلطنتی روسیه در دریای خزر در آذربایجان تأسیس و مستقر کرد، بازمی‌گردد. این نیرو پس از فروپاشی شوروی، بخش‌هایی از تجهیزات و ناوگان ناوتیپ خزر را تصاحب کرد.

### نیروهای داخله جمهوری آذربایجان
نیروهای داخله جمهوری آذربایجان یکی از زیرمجموعه‌های نیروهای مسلح جمهوری آذربایجان تلقی می‌گردد، که دسامبر سال ۱۹۹۱ تأسیس شد.

### گارد ملی جمهوری آذربایجان
گارد ملی جمهوری آذربایجان به فرمان شماره ۵۲۴ رئیس‌جمهوری آذربایجان مورخ ۲۵ دسامبر سال ۱۹۹۱ تأسیس شد، که از زیرمجموعه‌های خدمت دولتی محافظت ویژه جمهوری آذربایجان می‌باشد.
بر پایه آمار سال ۲۰۰۷، تعداد پرسنل کارد ملی ۲۵۰۰ نیروی عمل‌کننده بود.

### نیروی مرزبانی جمهوری آذربایجان
نیروی مرزبانی جمهوری آذربایجان بر اساس دستور شماره ۷۴۰ رئیس‌جمهور آذربایجان به تاریخ ۳۱ ژوئیه سال ۲۰۰۲ تأسیس شد.
نیروی مرزبانی جمهوری آذربایجان یک قوه مجریه مرکزی می‌باشد، که اجرای تعهدات تعیین شده بر اساس قوانین جمهوری آذربایجان راجع به حفاظت از مرزهای دولت را بر عهده دارد.

### خدمت دولتی محافظت ویژه جمهوری آذربایجان
خدمت دولتی محافظت ویژه جمهوری آذربایجان یک قوه مجریه مرکزی می‌باشد، که مسؤولیت حفاطت از ادارات مهم دولتی و ادارات مهم حفاظت شده و نیز سازماندهی استفاده، امنیت و پیشرفت ارتباطات ریاست جمهوری، شبکه ارتباطی ویژه دولت و شبکه‌های خاص سیستم‌های ارتباطی و مخابراتی نهادهای دولتی را عهده‌دار است.

## نگارخانه

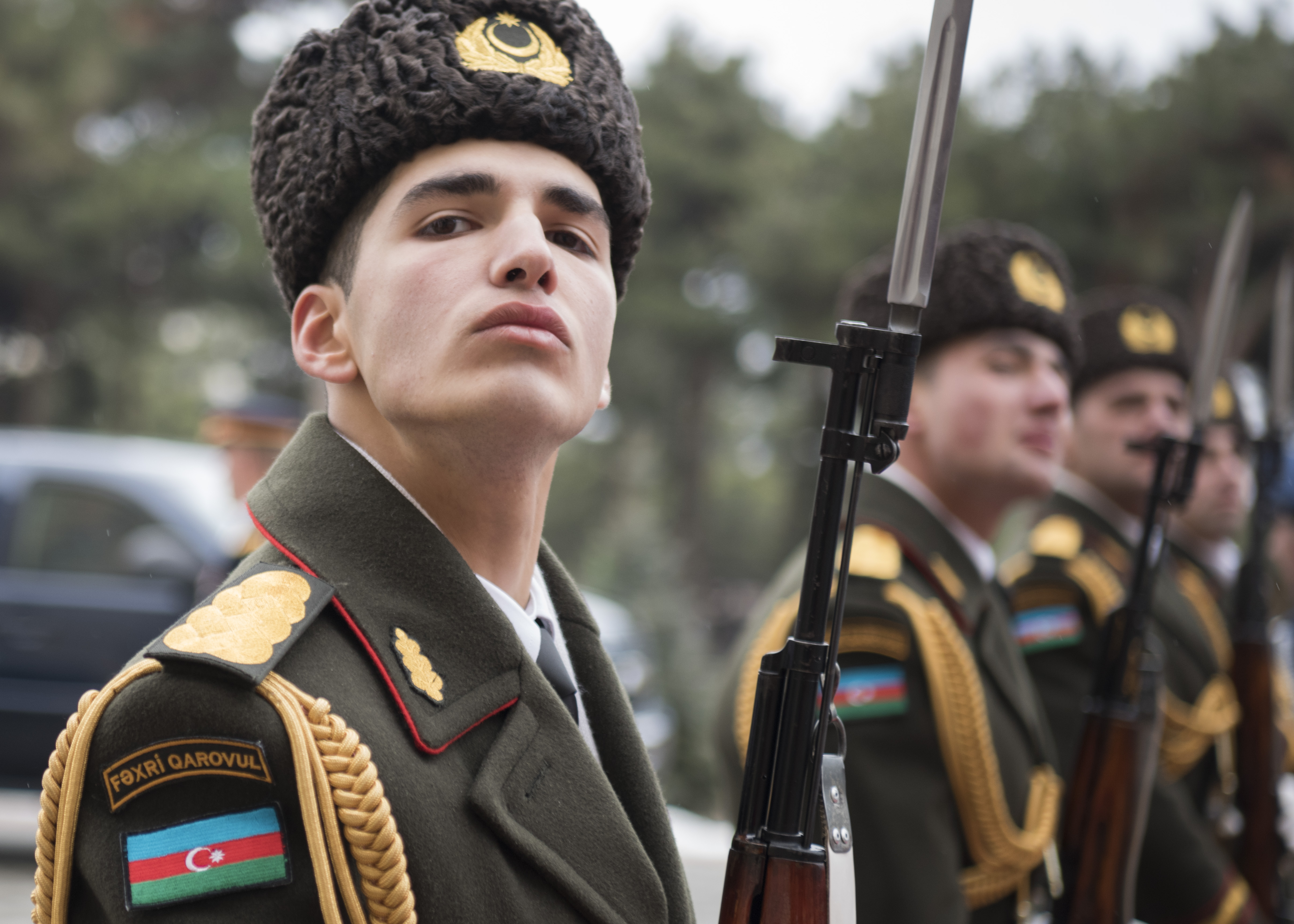
سربازان گارد ملی جمهوری آذربایجان، سال ۲۰۱۷
حضور نظامیان آذربایجانی در رژه نظامی در مسکو بمناسبت ۷۰-امین سالگرد پیروزی بر آلمان نازی در جنگ جهانی دومحضور نظامیان آذربایجانی در رژه نظامی در مسکو بمناسبت ۷۰-امین سالگرد پیروزی بر آلمان نازی در جنگ جهانی دوم
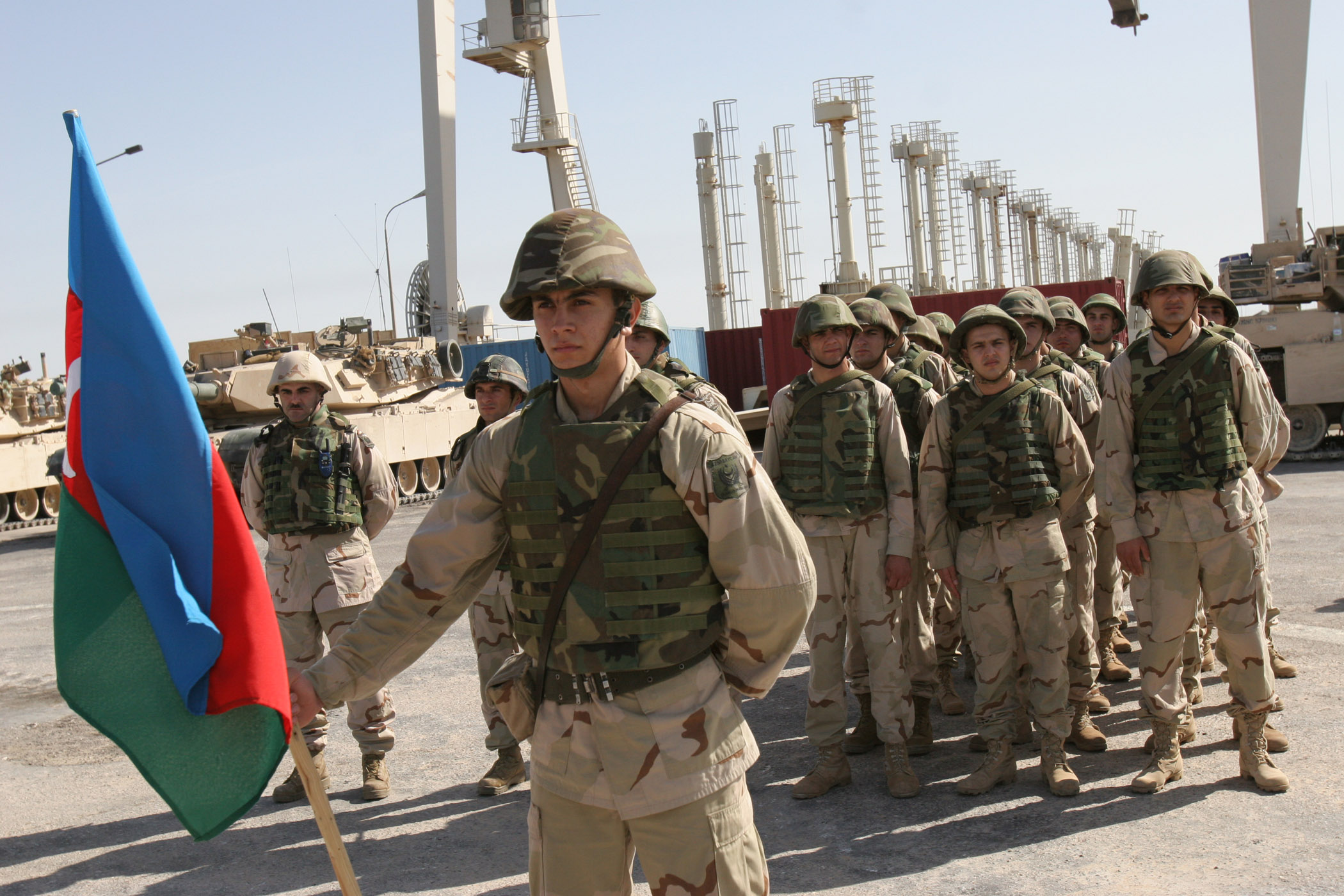
حافظان صلح جمهوری آذربایجان در عراق، سال ۲۰۰۵
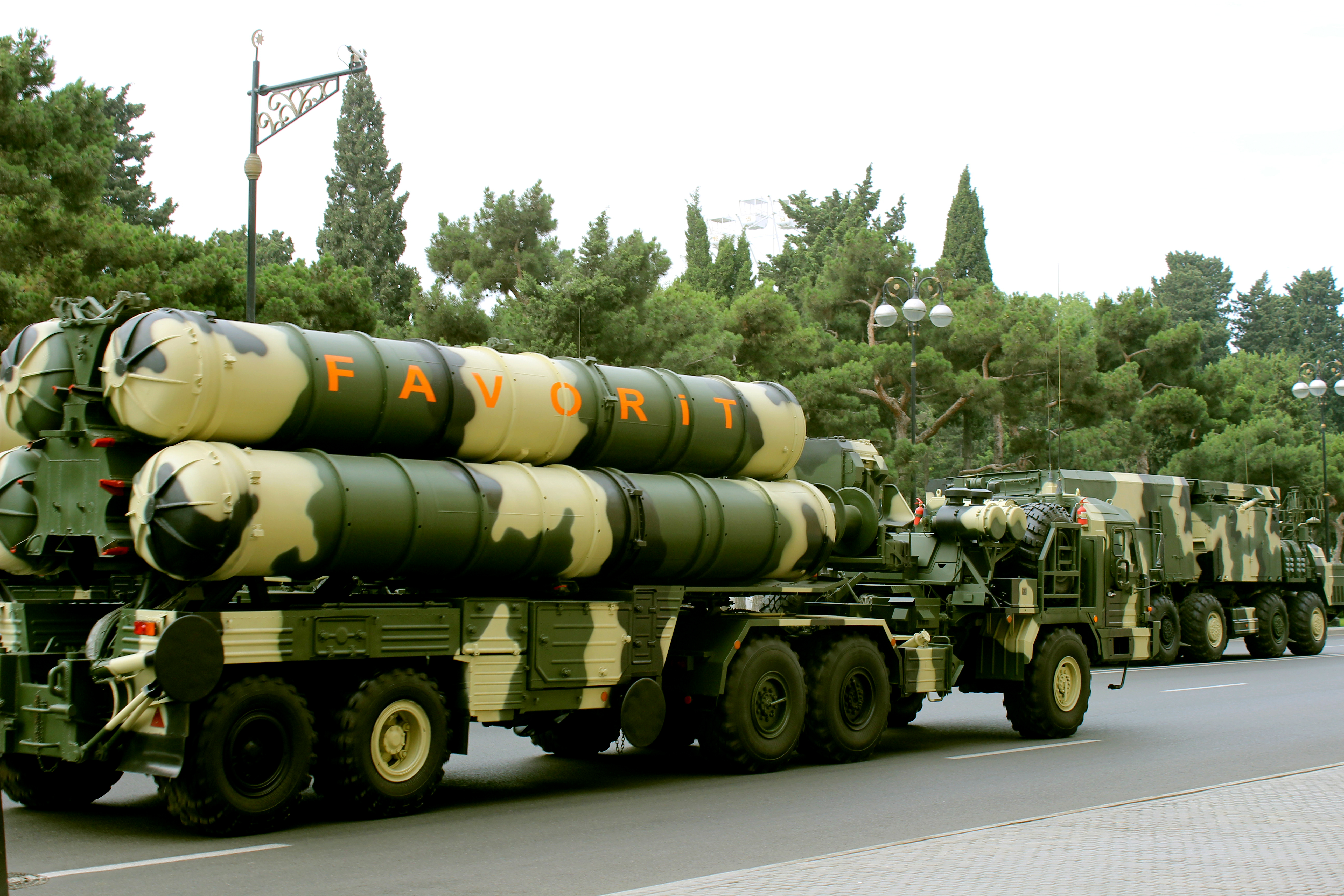
نمایش اس-۳۰۰ در رژه نظامی سال ۲۰۱۳ در باکو
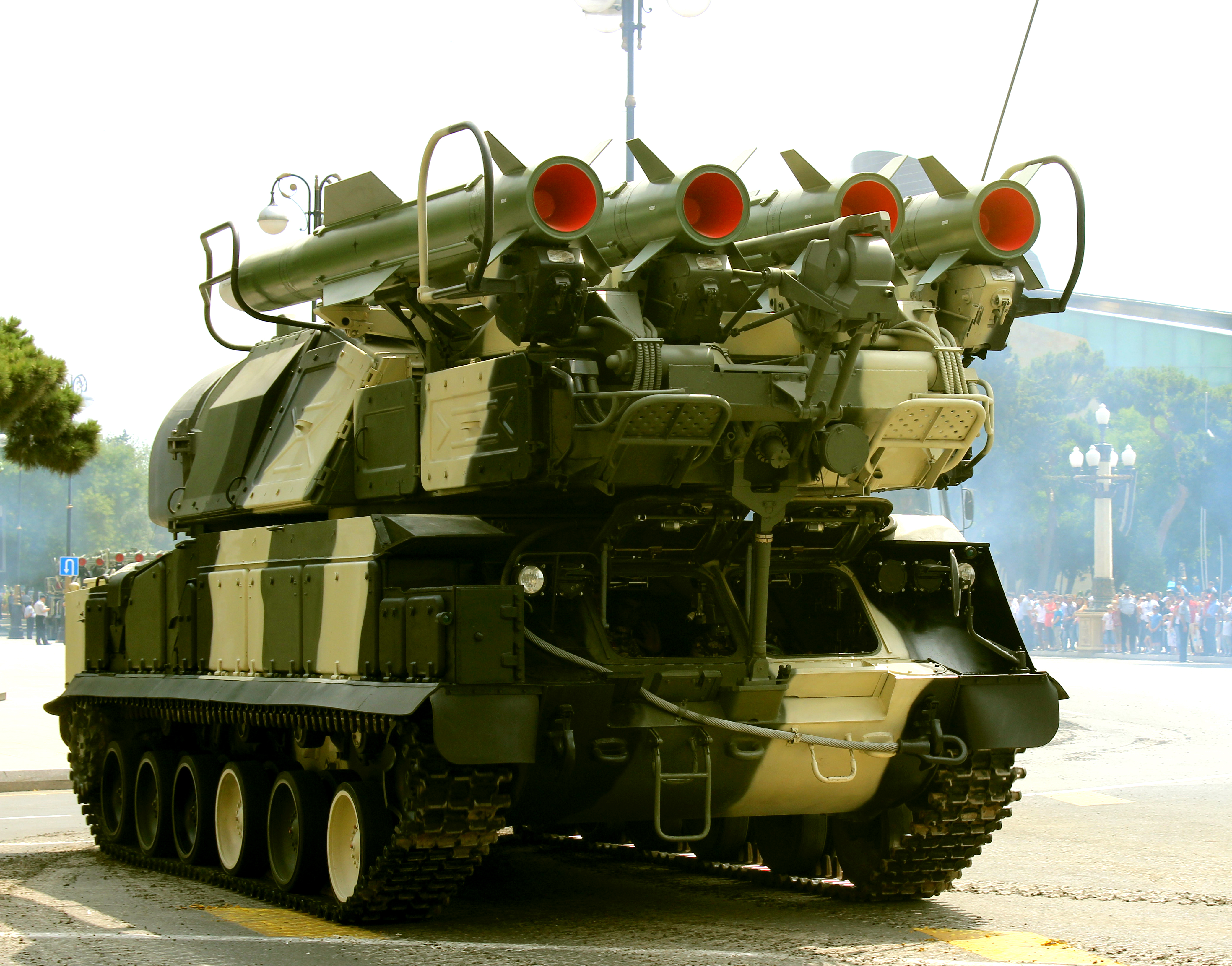
نمایش سامانه موشکی بوک در رژه نظامی سال ۲۰۱۳ در باکو
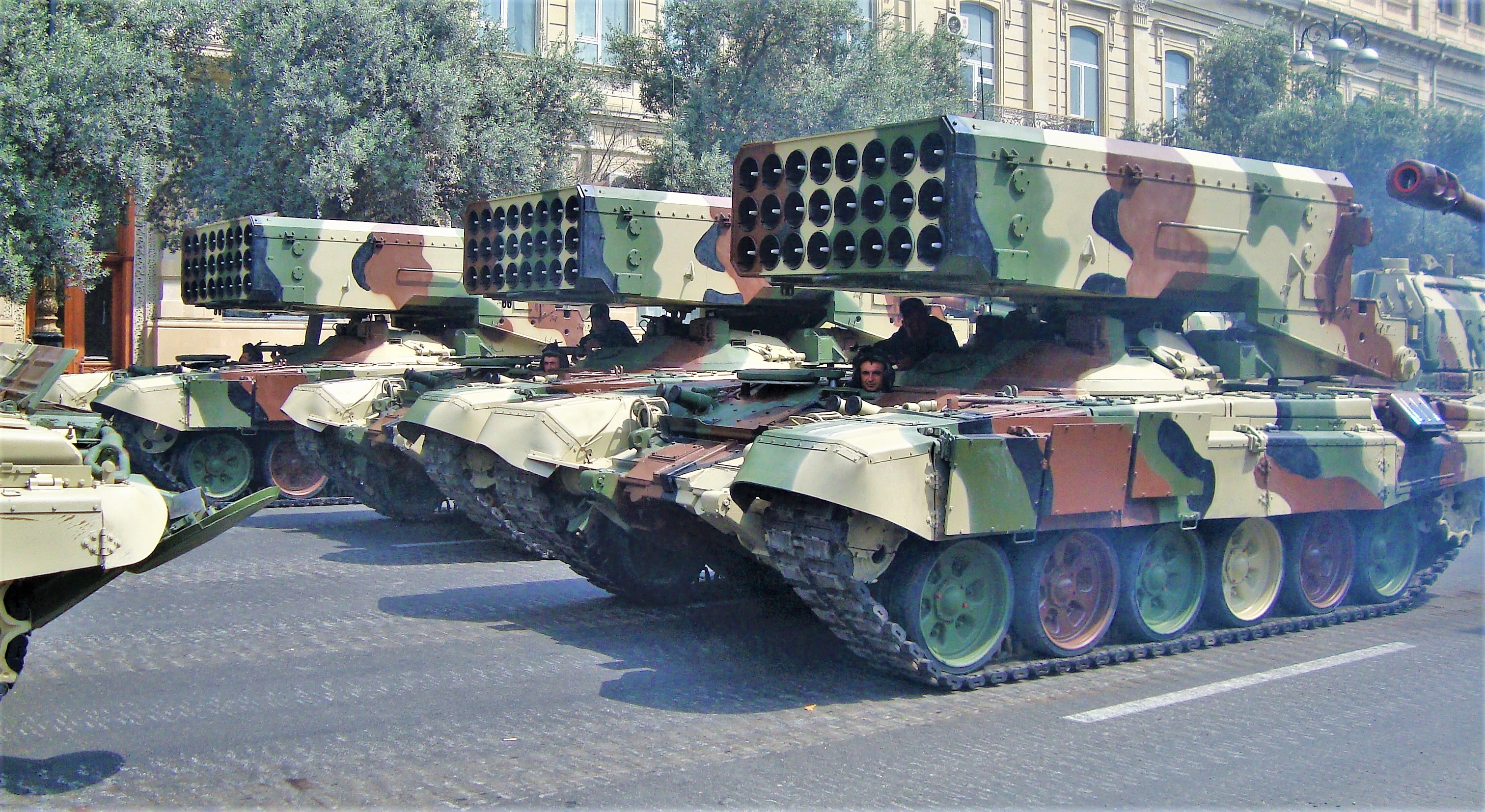
نمایش سامانه راکت انداز توس-۱ در رژه نظامی سال ۲۰۱۳ در باکو
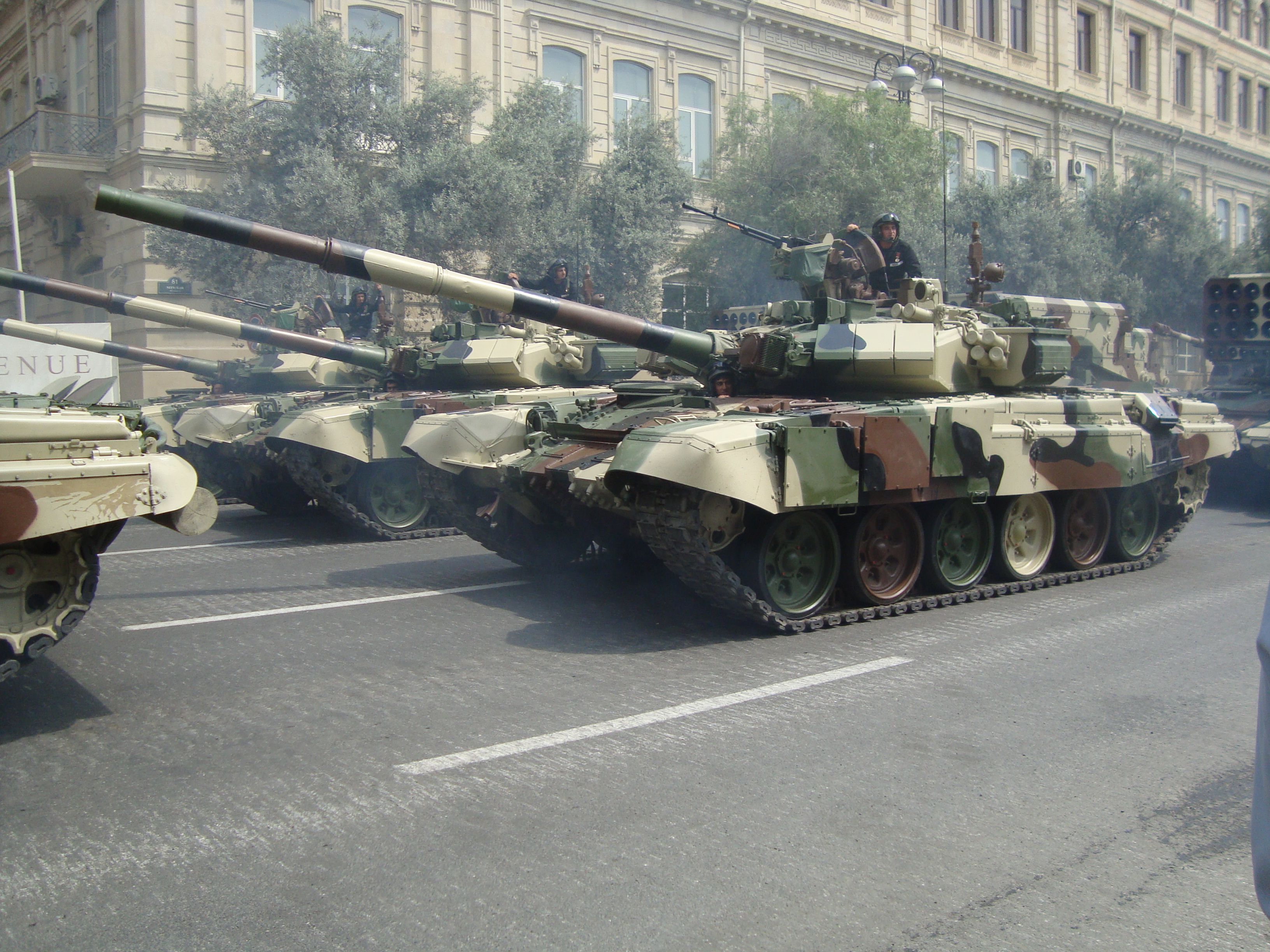
نمایش تانک تی-۹۰ در رژه نظامی سال ۲۰۱۳ در باکو
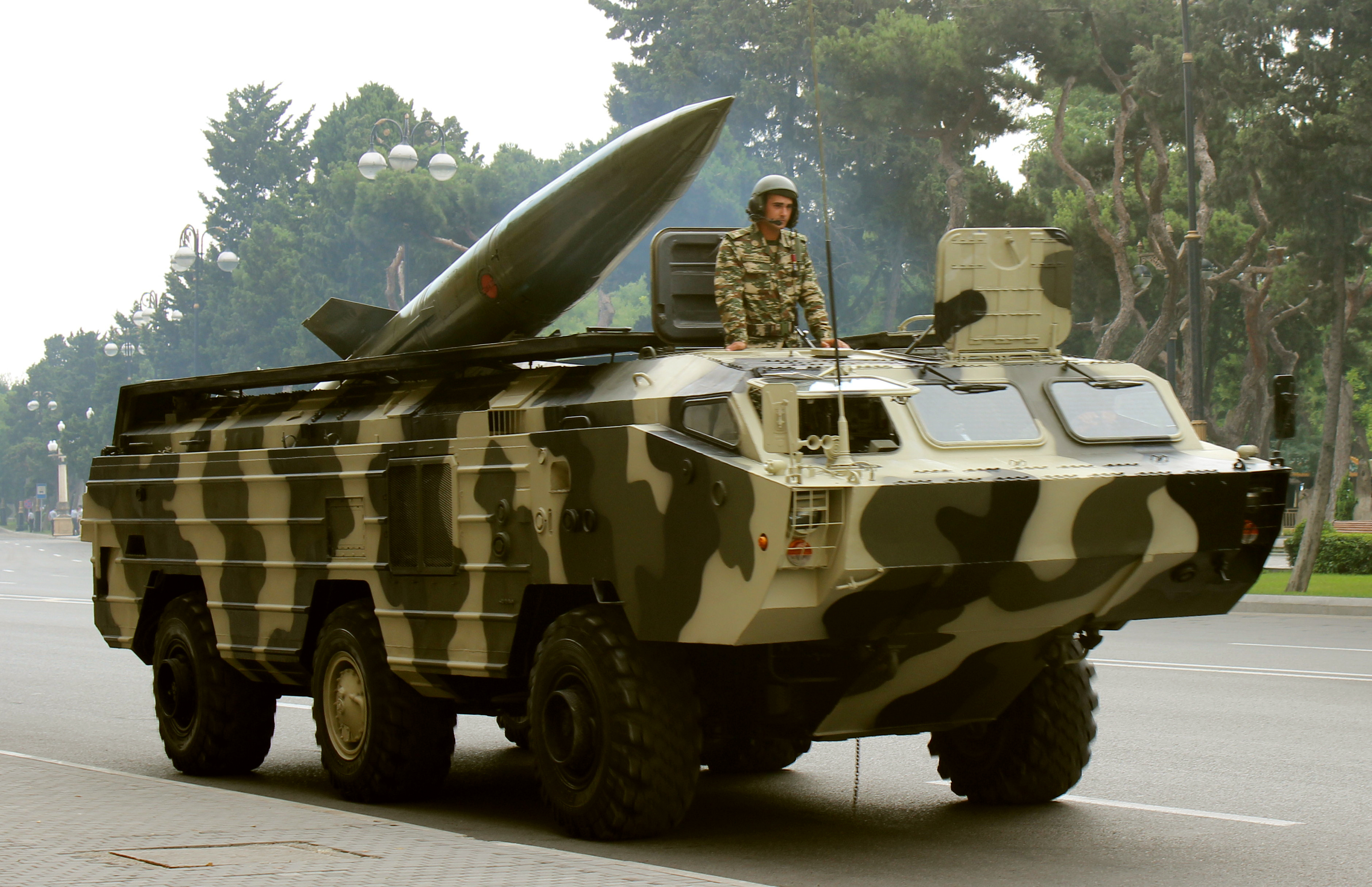
نمایش کی‌ان ۲ در رژه نظامی ۲۰۱۳ در باکو
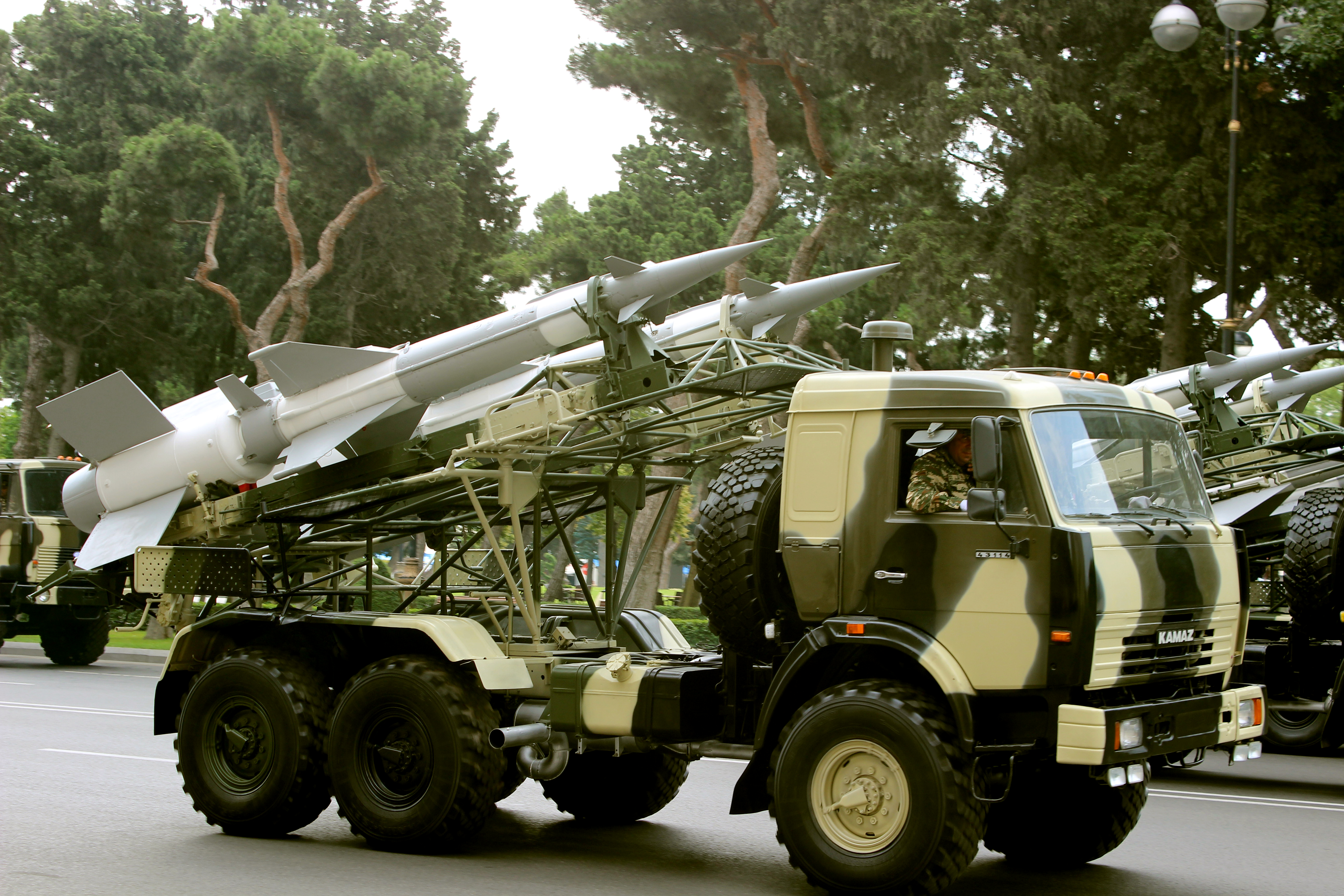
نمایش اس-۱۲۵پیچورا در رژه نظامی سال ۲۰۱۳ در باکو
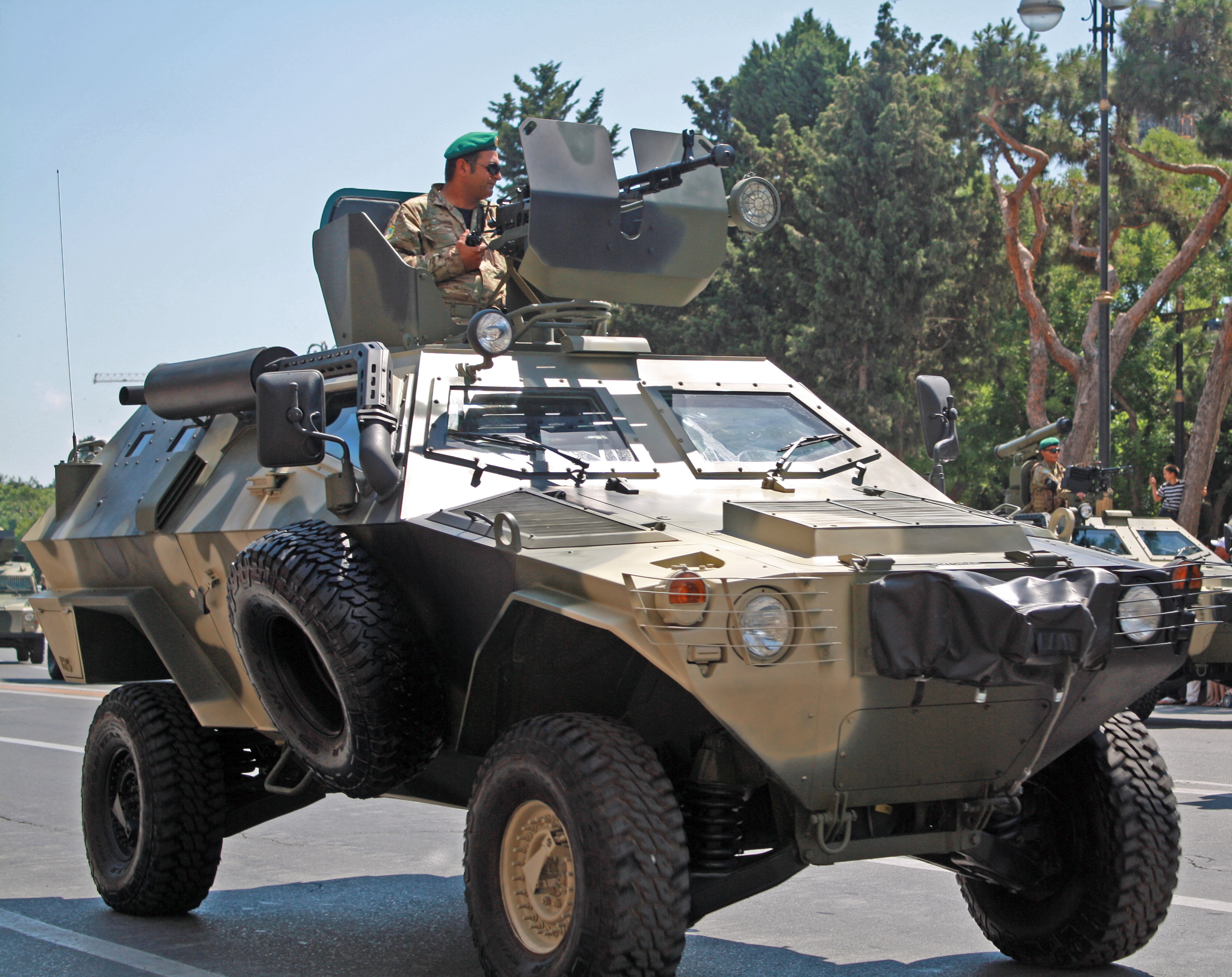
خودروی زرهی «اتوکار کبرا»ی تولید صنعت دفاعی ترکیه، که یکی از خودروهای زره‌پوش دخیل در زرادخانه نیروی مرزبانی جمهوری آذربایجان می‌باشد
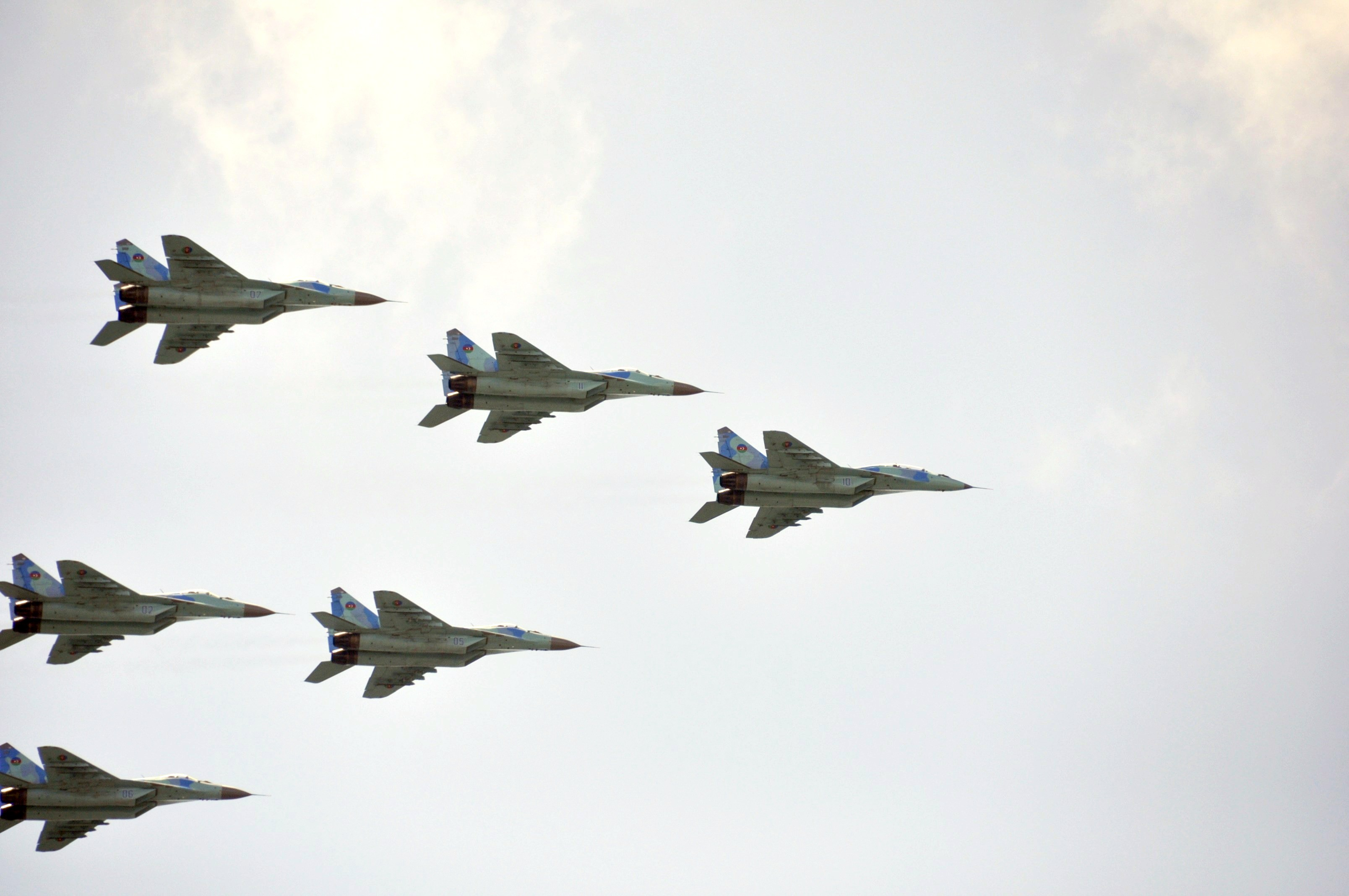
پرواز نمایشی جنگنده‌های نیروهای هوایی جمهوری آذربایجان بر فراز باکو، در رژه سال ۲۰۱۸
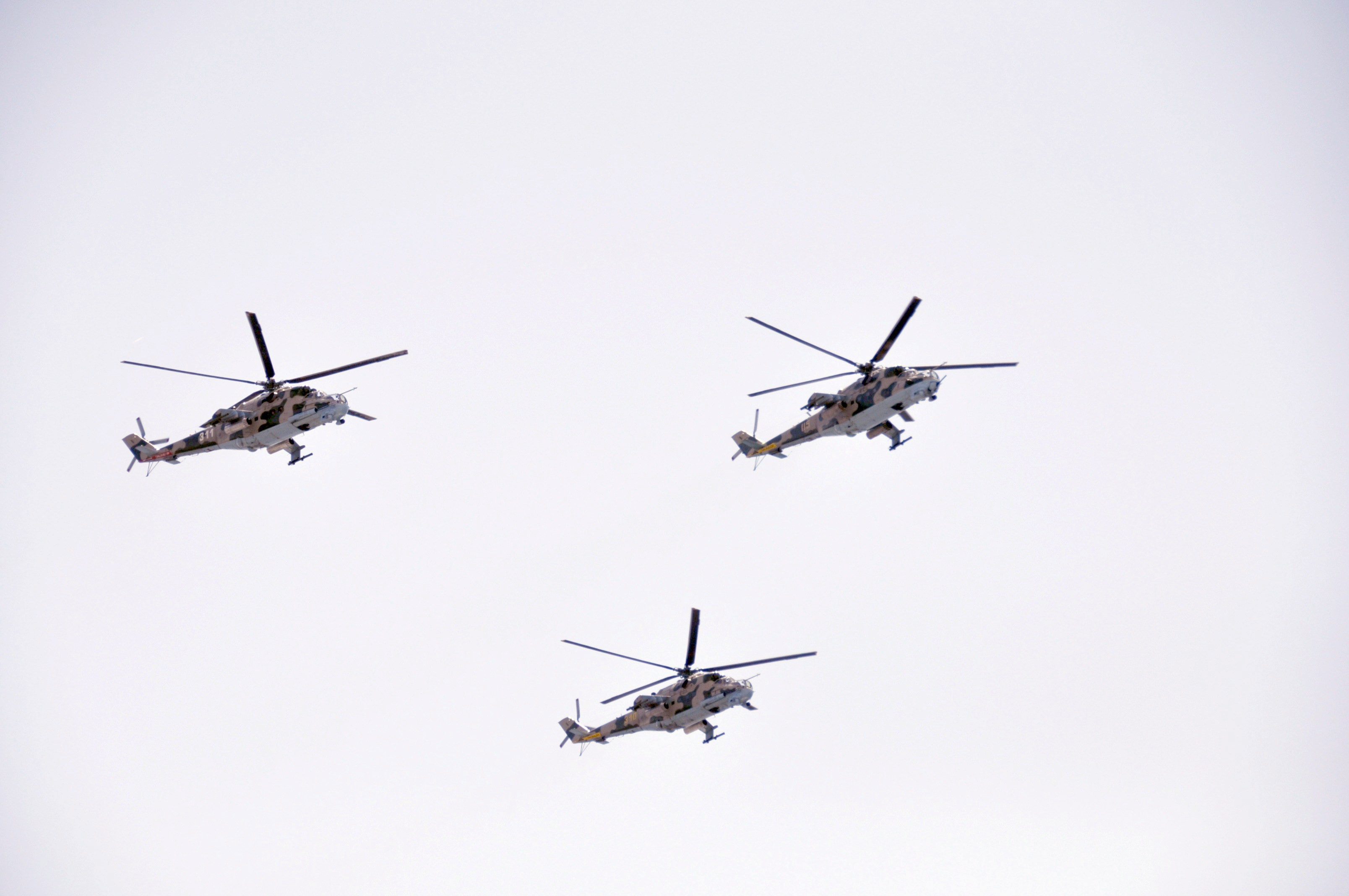
بالگردهای جنگی نیروهای هوایی جمهوری آذربایجان
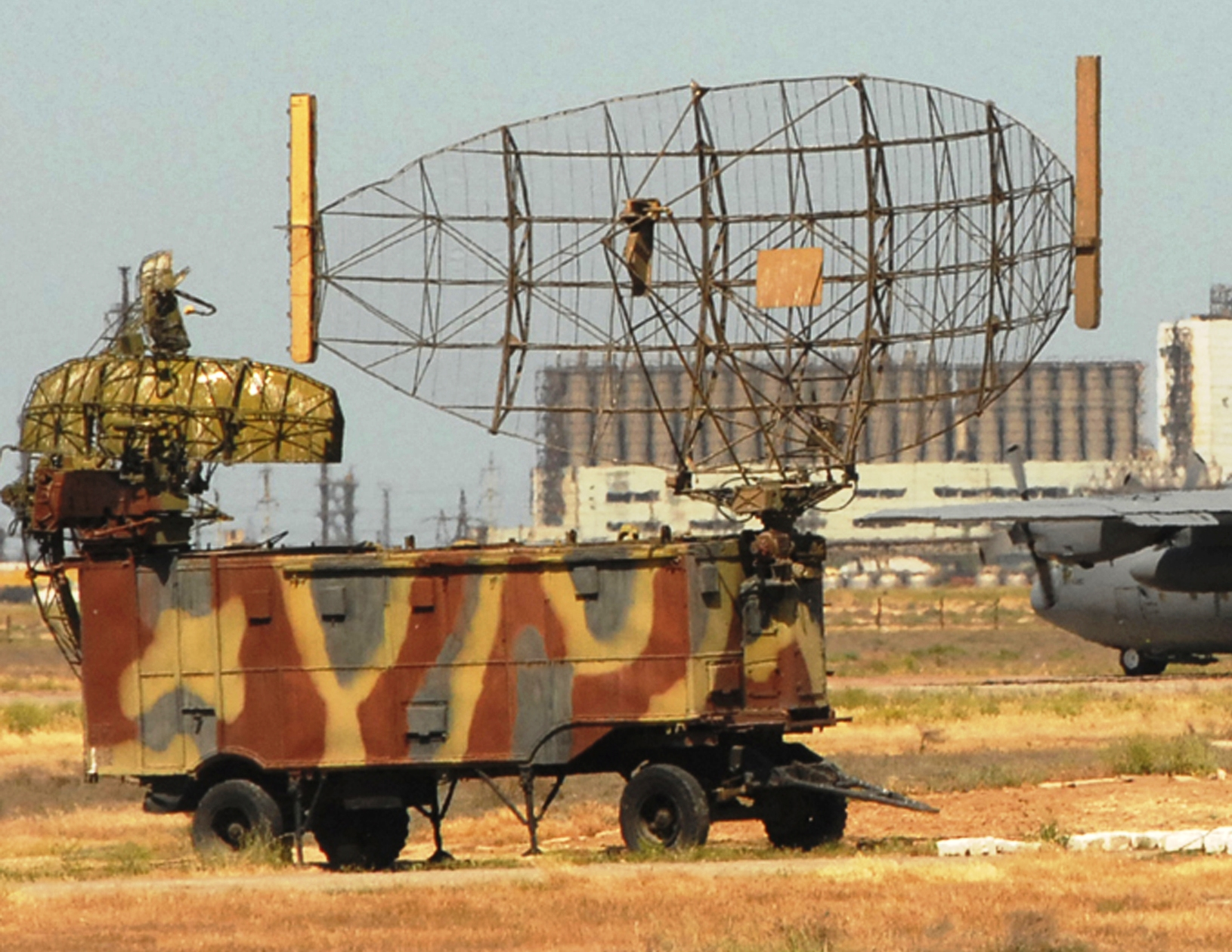
رادار تولید شده در دوران شوروی
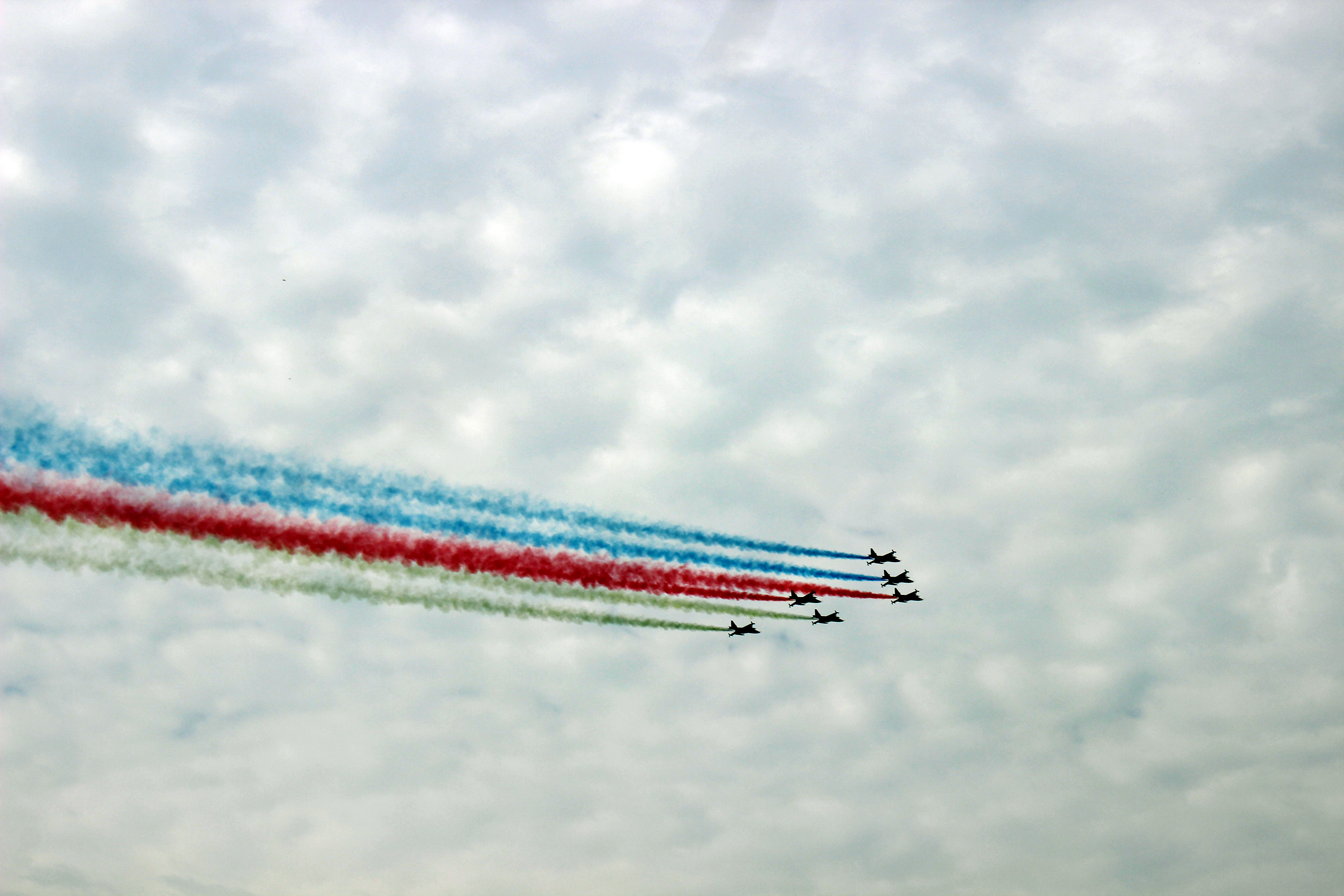
پرواز نمایشی جنگنده‌های نیروهای هوایی جمهوری آذربایجان بر فراز باکو، در رژه سال ۲۰۱۸